# 名古屋美術倶楽部
名古屋美術倶楽部（なごやびじゅつくらぶ）
1. 愛知県名古屋市の美術ギャラリー。
2. 1. を運営する企業（株式会社名古屋美術倶楽部）。

本記事では双方について説明する。

## ギャラリー
名古屋市中区栄に所在する。元々は後述する企業及び中京圏の美術商らにより行われる美術品の売立のために作られた施設だが、現在ではそれ以外にも貸しギャラリーとして各種展覧会が開かれるほか、大広間は大規模な茶会などで使われる。特に隔月で開かれる「吉祥会」は、中京圏の月釜として茶道関係者の間でよく知られている。。

## 企業
1905年（明治38年）5月に名古屋古物株式会社として創立、1910年（明治43年）11月に現在の株式会社名古屋美術倶楽部と改称。戦前には名家の所蔵品売り立てが頻繁に行われ、戦後も東海地区の美術品市場の中心的存在として今日に至る。東京・大阪・京都・金沢などの美術倶楽部とも交流している。
名古屋美術商協同組合加盟業者（全国約200軒）のセリ売りによる業者間取引や一般コレクター向けの販売や展覧会等文化事業、また貸席業務などを行っている。

## 歴史
- 1905年（明治38年） - 名古屋古物株式会社創立(名古屋市富沢町99番地)
- 1910年（明治43年）- 株式会社名古屋美術倶楽部と改称
- 1911年（明治44年） - 名古屋市東区朝日町3-11-2に移転
- 1931年（昭和6年) - 名美組合創立
- 1935年（昭和10年） - 創立30周年記念行事　茶会・展観
- 1945年（昭和20年） - 空襲によりすべて焼失
- 1946年（昭和21年） - 昭和区北山町1-27に仮事務所移転
- 1947年（昭和23年) - 名古屋市中区南呉服町2-5に本社移転。北大路魯山人「作陶二十周年展」
- 1951年（昭和26年） - 第1回「五都展」以後毎年(「現美展」→「21世紀展」→「創と造」)
- 1954年（昭和29年） - 創立50周年記念行事　諸大家新作展・茶会　名古屋美術青年会発足「復興大和絵展」
- 1955年（昭和30年） - 第1回「名美展」(昭和59年まで毎年)
- 1964年（昭和39年） - 名古屋美術青年会　再建10周年記念「酒器展」
- 1969年（昭和44年） - 名古屋美術青年会　「新作茶器展」
- 1974年（昭和49年） - 名古屋美術青年会　「現代陶芸秀作展」
- 1979年（昭和54年） - 社屋新築工事竣工式　「竣工記念茶会」「竣工記念新作展」　第1回「名美入札展」
- 1981年（昭和56年） - 第1回「名美正札会」（平成6年まで）
- 1983年（昭和58年） - 名古屋美術商協同組合設立
- 1985年（昭和60年） - 新青年会発足 第1回「青美展」
- 1986年（昭和61年） - 第1回「現美展」
- 1987年（昭和62年） - 夏季正札会（平成9年まで）
- 1991年（平成3年) - 「名古屋遠州茶会」以後毎年
- 1994年（平成6年） - 益田鈍翁作品展
- 1996年（平成8年） - 青年会主催「魯山人展」
- 1998年（平成10年） - 「名美アートフェア」以後毎年(平成17年除く)　歳末正札会に替わり「名美歳末　数寄の市」以後毎年
- 2001年（平成13年） - 第1回「21世紀展」
- 2004年（平成16年） - 「100周年記念新作展」　名古屋美術青年会　50周年記念事業「スローライフのススメ」
- 2005年（平成17年） - 名古屋美術倶楽部創立100周年記念式典及び祝賀会　「名宝展」「記念茶会」
- 2012年（平成24年） - 第1回「名美アートアリウム　青美展」以後毎年
- 2016年（平成28年） - 第1回「創と造」(令和元年まで)